# 장호원고등학교
장호원고등학교(長湖院高等學校)는 대한민국 경기도 이천시 장호원읍 노탑리에 있는 공립 고등학교이다.

## 학교 연혁
- 1953년 4월 15일 : 장호원중학교 개교
- 1954년 2월 2일 : 장호원고등학교 설립인가
- 1954년 4월 19일 : 초대 이인관 교장 취임
- 1973년 9월 1일 : 장호원종합고등학교 인가
- 1976년 3월 1일 : 장호원중·고 분리(공학)
- 1978년 3월 1일 : 남녀중 종합고등학교 인가(중 12, 고 보통과 9, 상과 3)
- 1985년 3월 1일 : 장호원고등학교 인가(보통과 9)
- 2002년 2월 8일 : 장호원상고 제24회 104명 졸업(총 3,279명), 장호원고 제46회 137명 졸업(총 5,901명)
- 2002년 3월 1일 : 장호원상업고등학교와 학교 통합(보통과 13, 실업과 9)
- 2014년 7월 14일 : 학과개편인가(보통과)
- 2019년 1월 3일 : 제63회 143명 졸업(총 12,771명)
- 2023년 9월 1일 : 제28대 박장제 교장 취임

## 참고 자료
- 장호원고등학교 - 한국교육학술정보원 학교알리미